# جانيس لوري
جانيس لوري (بالإنجليزية: Janice Lowry)‏ هي رسامة أمريكية، ولدت في 30 مارس 1946 في فينيكس في الولايات المتحدة، وتوفيت في 20 سبتمبر 2009 في سانتا آنا في الولايات المتحدة بسبب سرطان الكبد.

## وصلات خارجية
- الموقع الرسمي